# Hötorgscity
59°20′2.66″N 18°3′48.55″Ø / 59.3340722°N 18.0634861°Ø
Hötorgscity eller Sergelcity er et kontorområde med forretninger i kvarteret Beridarebanan, beliggende i bydelen Norrmalm i Stockholms innerstad, afgrænset af Hötorget mod nord, Sveavägen mod øst, Slöjdgatan mod vest samt Malmskillnadsgatan og Sergels Torg mod syd.
Området domineres af de fem Hötorgshøjhuse, opført mellem 1953 og 1966. Indvielsen af den første fase fandt sted den 12. april 1959. Den underjordiske markedshal, Hötorgshallen, var dog allerede åbnet i august 1958.

## Baggrunden
Arkitekt Sven Markelius, der var leder af forskningsafdelingen på Byggnadsstyrelsen mellem 1938 og 1944 og senere stadsarkitekt i Stockholm fra 1944–1954, planlagde byforvandlingen af Nedre Norrmalm, men også arkitekterne Paul Hedqvist, David Helldén og Tage William-Olsson deltog.
I planlægningen af Hötorgscity, var der forslag om både to og tre bygningsstørrelser uden deciderede højhuse og også planer om fire høje bygninger. Paul Hedqvist havde en idé om stjerneformede højhuse, men i sidste ende vedtog man at bygge i lavere højde ud mod Slöjdgatan, der skulle indeholde butikker, teater, biograf og markedet Hötorgshallen, samt en højere del (til den anden side) med fem højhuse omgivet af lavere bygninger indeholdende butikker. Den nye masterplan for Storstockholm blev vedtaget i 1952.

## Historiske billeder
- Byggeriet startede i 1953. Her et vue på den gamle Hötorgshallen.
- Byggeriet af det tredje højhus påbegyndes. Set fra Sveavägen i 1959.
- Hötorgscity blev indviet den 12. april 1959.
- Hötorgshøjhusene om aftenen. Fra 1962.

## Udførelsen
For at muliggøre en skabelse af den nye metro og Klaratunnelen (og grundet af dårlige jordbundsforhold), blev alle huse i blokkene mellem Stockholms centralstation og Hötorget, herunder den gamle Hötorgshal, revet ned.
I den første fase af byggeriet (1953), blev højhus nr. 1 (tættest Stockholm Koncerthus) opført af arkitekt David Helldén, og herefter fulgte hurtigt højhusene nr. 2–5. Sergelgatan, løbende igennem Hötorgscity i nord-syd retning, blev sænket med ca. 4,5 meter og løber nu under Mäster Samuelsgatan frem til Sergels Torg.
Hötorgscitys del mellem Sergelgatan og Slöjdgatan blev ligeledes designet af David Helldén og indeholder blandt andet den nye (underjordiske) Hötorgshal og Sergelteatern, som stod færdig i april 1959. Kontorområdet i sin helhed stod færdigt i 1966. Et system med gangbroer og beplantede terrasser skulle ifølge planen føre til, at butikker ville etablere sig på forskellige niveauer. Dette kom dog ikke til at virke, og i 1970'erne blev terrassen lukket på grund af hærværk.
I midten af 1990'erne blev Hötorgscitys del ud mod Hötorget ombygget. Arkitektfirmaet var FFNS. Facaden var af glas, og på aftener dannes der nu en oplyst front ud mod pladsen, hvilket Sven Markelius oprindeligt havde forestillet sig, da han planlagde at anlægge Stockholms stadsteater her. Bygningen indeholder biografen Filmstaden Sergel (SF) og Hötorgshallen.
Inden for rammerne af den "vertikale fortætning" blev der i 2000'erne foretaget udvidelser med taglejligheder på de lave erhvervsbygninger i Hötorgscity.